# ГЕС Башань
ГЕС Башань (巴山水电站) — гідроелектростанція у центральній частині Китаю в провінції Чунцін. Входить до складу каскаду на річці Ренхе, правій притоці Hanshui, яка, своєю чергою, є лівою притокою Янцзи.
У межах проєкту річку перекрили кам'яно-накидною греблею із бетонним облицюванням висотою 155 метрів, довжиною 477 метрів та шириною по гребеню 10 метрів. Вона утримує водосховище з об'ємом 315,4 млн м3, у якому припустиме коливання рівня поверхні в операційному режимі між позначками 650 та 680 метрів НРМ (під час повені до 683,7 метра НРМ).
Зі сховища через лівобережний гірський масив прокладено дериваційний тунель довжиною понад 4,4 км з діаметром 7,3 метра. Він транспортує ресурс для встановлених у машинному залі двох турбін потужністю по 70 МВт, які забезпечують виробництво 450 млн кВт·год електроенергії на рік.